# Václav Štolba
Václav Štolba (27. ledna 1869 Měcholupy – 25. února 1938 Písek) byl československý politik, meziválečný poslanec a senátor Národního shromáždění.

## Biografie
Podle údajů k roku 1920 byl profesí domkářem a starostou v Měcholupech u Nepomuka. Jeho rodina vlastnila po tři sta let v této vesnici grunt. On sám si na sklonku života postavil rodinný dům v Nepomuku.
V parlamentních volbách v roce 1920 získal za Republikánskou stranu zemědělského a malorolnického lidu poslanecké křeslo v Národním shromáždění.
V parlamentních volbách v roce 1925 získal senátorské křeslo v Národním shromáždění. V senátu setrval do roku 1929.
Zemřel v únoru 1938 v nemocnici v Písku, trvalou adresu měl v Nepomuku.